# Перечница (Гент)
Перечница (нидерл. Peperbus, название дано по характерной форме) — памятник истории в Генте (Бельгия), дозорная башенка, один из немногих сохранившихся элементов городских стен. 
Оборонительные сооружения, частью которых являлась башенка, начали строиться 27 мая 1658 года. Спустя всего два года работы были завершены. Башенка расположена на набережной Шельды в том месте, где в прошлом река пересекала городские стены. На противоположном берегу реки находилась аналогичная башенка, но она была снесена в 1860 году. После того, как в XIX веке были снесены городские стены, башенка Перечница стала практически единственным заметным сохранившимся фрагментом бывших городских оборонительных сооружений. 
В 1987 году Перечнице был присвоен статус памятника истории. Тем не менее необходимая реставрация не проводилась, и состояние башенки постоянно ухудшалось. Перечница начала опасно клониться, превратившись в миниатюрную версию Пизанской башни. Промедлению реставрации способствовал неопределённый имущественный статус, поскольку не было ясно, кто же является формальным собственником здания: фламандское правительство, администрация водных путей Фландрии или город Гент. Дело сдвинулось с мёртвой точки после того, как в городе начал действовать общественный комитет «Спасите перечницу» (нидерл. Red de Peperbus). Под давлением общественности администрация Гента приняла решение финансировать реставрационные работы стоимостью в двести тысяч евро. В 2019 году Перечница была наконец отреставрирована. Она была полностью разобрана, все камни были очищены, после чего башенка была собрана из оригинальных камней на прежнем месте.